# Беляковка (Тюменская область)
Беляковка — деревня в Армизонском районе Тюменской области России. Входит в состав Капралихинского сельского поселения.

## География
Деревня находится в южной части Тюменской области, в лесостепной зоне, в пределах Ишимской равнины, на расстоянии примерно 39 километров (по прямой) к северо-западу от села Армизонское, административного центра района. Абсолютная высота — 143 метра над уровнем моря.
Климат резко континентальный с теплым летом и суровой холодной зимой. Годовое количество осадков — 310 мм. Средняя температура января составляет −18,2 °C, июля — +18,1 °C.

### Часовой пояс
Деревня Беляковка, как и вся Тюменская область, находится в часовой зоне МСК+2. Смещение применяемого времени относительно UTC составляет +5:00.

## Население
| 1989 | 2002 | 2010 |
| ---- | ---- | ---- |
| 100  | ↘54  | ↘28  |

Гендерный состав
По данным Всероссийской переписи населения 2010 года в гендерной структуре населения мужчины составляли 50 %, женщины — соответственно также 50 %.
Национальный состав
Согласно результатам переписи 2002 года, в национальной структуре населения русские составляли 83 % из 54 чел.

## Инфраструктура
Действуют фельдшерско-акушерский пункт и магазин.

## Улицы
Уличная сеть деревни состоит из одной улицы (ул. Лесная).